# 龙王江乡
龙王江乡，是中华人民共和国湖南省怀化市溆浦县下辖的一个乡镇级行政单位。

## 行政区划
龙王江乡下辖以下地区：
龙王江村、高明溪村、曾家寨村、石琴龙村、麻池坳村、标东垅村、江东湾村、邱家湾村、后溪龙村和白竹坪村。